# Eumegethes
Eumegethes is een geslacht van vlinders van de familie spanners (Geometridae), uit de onderfamilie Oenochrominae.

## Soorten
- E. picta Turati, 1924
- E. tenuis Staudinger, 1898